# Leonardo Mura
Leonardo Mura, in religione Bonfiglio Mura (Cuglieri, 6 agosto 1810 – Cuglieri, 18 luglio 1882), è stato un arcivescovo cattolico e teologo italiano.

## Biografia
Nacque a Cuglieri il 6 agosto 1810. A soli 15 anni decise di entrare a far parte dell'Ordine dei Servi di Maria nel convento di S. Antonio a Sassari. Nel 1827 venne inviato a proseguire la formazione presso il convento della Santissima Annunziata di Firenze, dove prese il nome di "Bonfiglio". Da Firenze fu quindi mandato a Genova, poi a Torino, dove venne ordinato presbitero nel 1833. In quell'anno, venne mandato a Roma, presso il "Collegio Gandavense" nel convento di San Marcello, dove conseguì il grado di baccelliere in teologia. Tornò a Sassari come lettore di filosofia, e qui si laureò in teologia.
Divenne priore del convento di Bologna, reggente del collegio di San Marcello a Roma, procuratore a Napoli, professore di diritto all'Università di Perugia e rettore della stessa università dal 1854 al 1858. Dal 1860 al 1870 fu rettore magnifico all'Università la Sapienza di Roma.
Si rifugiò a Cuglieri dopo la fuga da Roma il 20 settembre 1870 e vi rimase otto anni. In seguito si recò a Cagliari dove tenne un corso di diritto naturale nel seminario della città. Leone XIII nel 1879 lo nominò arcivescovo di Oristano.
Bonfiglio Mura morì a Cuglieri il 18 luglio 1882 e dopo venti anni le sue ossa vennero traslate dal cimitero cuglieritano e riposte con solenni onoranze in un mausoleo marmoreo nella basilica di Santa Maria della Neve.

## Genealogia episcopale
La genealogia episcopale è:
- Vescovo William Coppinger
- Vescovo John Murphy
- Arcivescovo Patrick Joseph Carew
- Arcivescovo Giovanni Antonio Balma, O.M.V.
- Arcivescovo Bonfiglio Mura, O.S.M.